# Nzingha Prescodová
Nzingha Prescodová (* 14. srpna 1992 New York, Spojené státy americké) je americká sportovní šermířka afroamerického původu, která se specializuje na šerm fleretem. Spojené státy reprezentuje od druhého desetiletí jednadvacátého století. Na olympijských hrách startovala v roce 2012 a 2016 v soutěži jednotlivkyň a družstev. V roce 2015 obsadila třetí místo na mistrovství světa v soutěži jednotlivkyň.